# Bibliothèque Chester-Beatty
La bibliothèque Chester-Beatty a été fondée en 1950 à Dublin en Irlande dans le but de conserver les collections du magnat de l'industrie minière Sir Alfred Chester Beatty.
L'actuelle bibliothèque, sise au pied du château de Dublin a ouvert ses portes le 7 février 2000 à l'occasion du 125e anniversaire de la naissance de Sir Alfred et a reçu le prix du musée européen de l'année en 2002.
Les collections sont réparties en deux ensembles : « Traditions sacrées » et « Traditions artistiques ». Les deux offrent au regard des textes sacrés, des manuscrits, des miniatures et des travaux artistiques sur papier. La bibliothèque est une source importante d'informations pour les chercheurs spécialisés dans l'Ancien et le Nouveau Testament et elle abrite une des collections les plus importantes d'objets islamiques et extrême-orientaux.
On peut y voir par exemple l'Évangile de Mani un des rares témoignages du manichéisme,. La collection de manuscrits rassemble, outre des textes enluminés latin (comme les Heures de Prigent de Coëtivy), des manuscrits hébreux, éthiopiens, arméniens et russes issus de la tradition chrétienne, principalement des évangiles et, dans le cas des manuscrits éthiopiens, des livres de miracles de la Vierge.